# Olympische Sommerspiele 1972/Teilnehmer (Ecuador)
| Gelbes Symbol für Goldmedaillen mit stilisierten Olympischen Ringen | Graues Symbol für Silbermedaillen mit stilisierten Olympischen Ringen | Braundes Symbol für Bronzemedaillen mit stilisierten Olympischen Ringen |
| ------------------------------------------------------------------- | --------------------------------------------------------------------- | ----------------------------------------------------------------------- |
| —                                                                   | —                                                                     | —                                                                       |

Ecuador nahm an den Olympischen Sommerspielen 1972 in München mit einer Delegation von drei Sportlern (allesamt Männer) teil. Diese traten in zwei Sportarten bei vier Wettbewerben an. Der Leichtathlet Abdalá Bucaram wurde als Fahnenträger zur Eröffnungsfeier ausgewählt.

## Teilnehmer nach Sportarten

### Boxen
- Jorge Mejía
Fliegengewicht: 32. Platz

### Schwimmen
- Jorge Delgado
100 m Freistil: Vorlauf
200 m Schmetterling: Finale 4. Platz
400 m Lagen: Vorlauf

### Leichtathletik
- Abdalá Bucaram
kein Start wegen einer Verletzung möglich